# Länna, Huddinge kommun
För andra betydelser, se Länna.

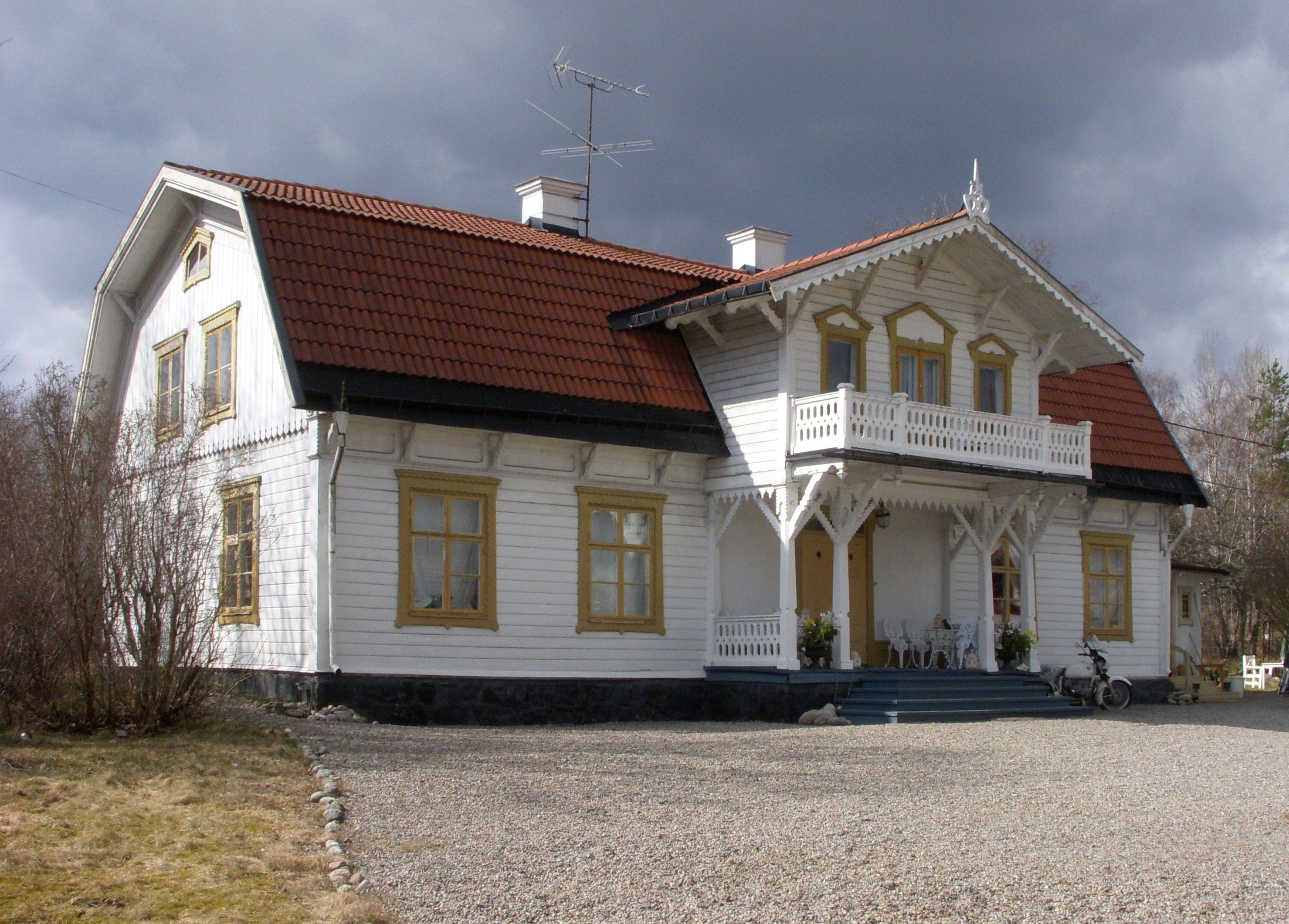
Länna gård, april 2012.

Länna är en kommundel i Huddinge kommun i Stockholms län. Länna är belägen vid och öster om Nynäsvägen och Riksväg 73 och väster om Drevviken.
Länna var ursprungligen en by som bestod av ett flertal gårdar. Av äldre bebyggelse finns nu endast Länna gård och Länna gästgivaregård bevarade. I övrigt består området av industrier, stormarknader, trafikkaruseller och villaområden.

## Historik

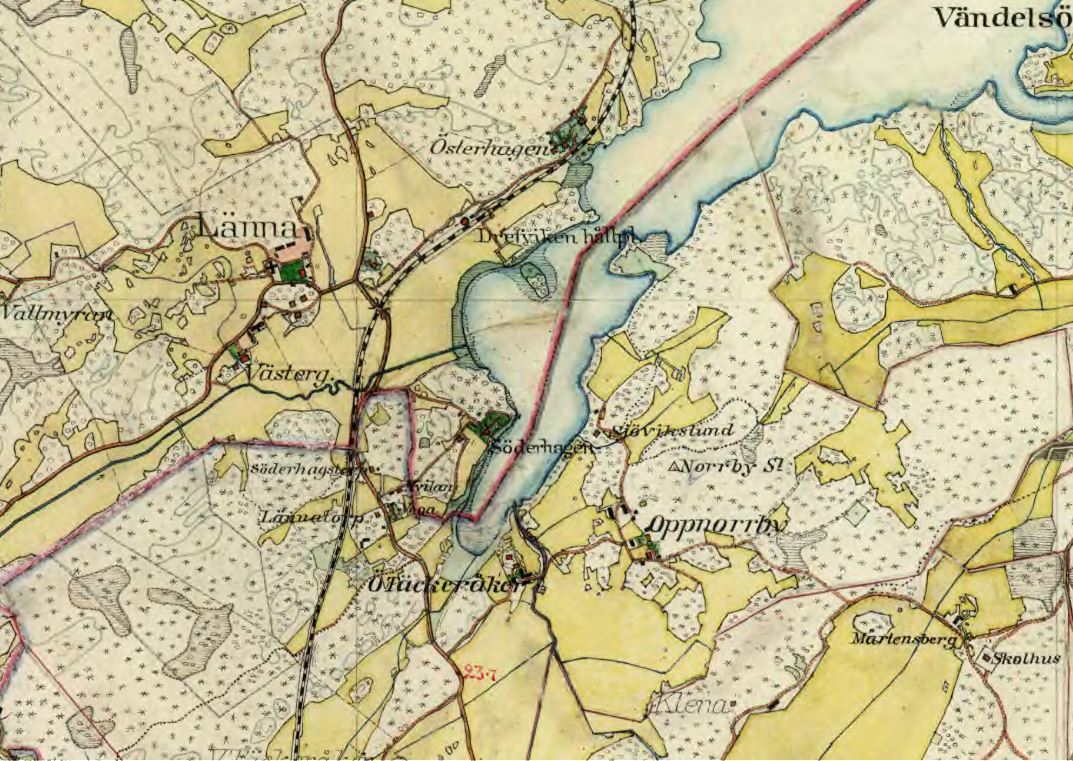
Länna med omgivning 1900-tal.

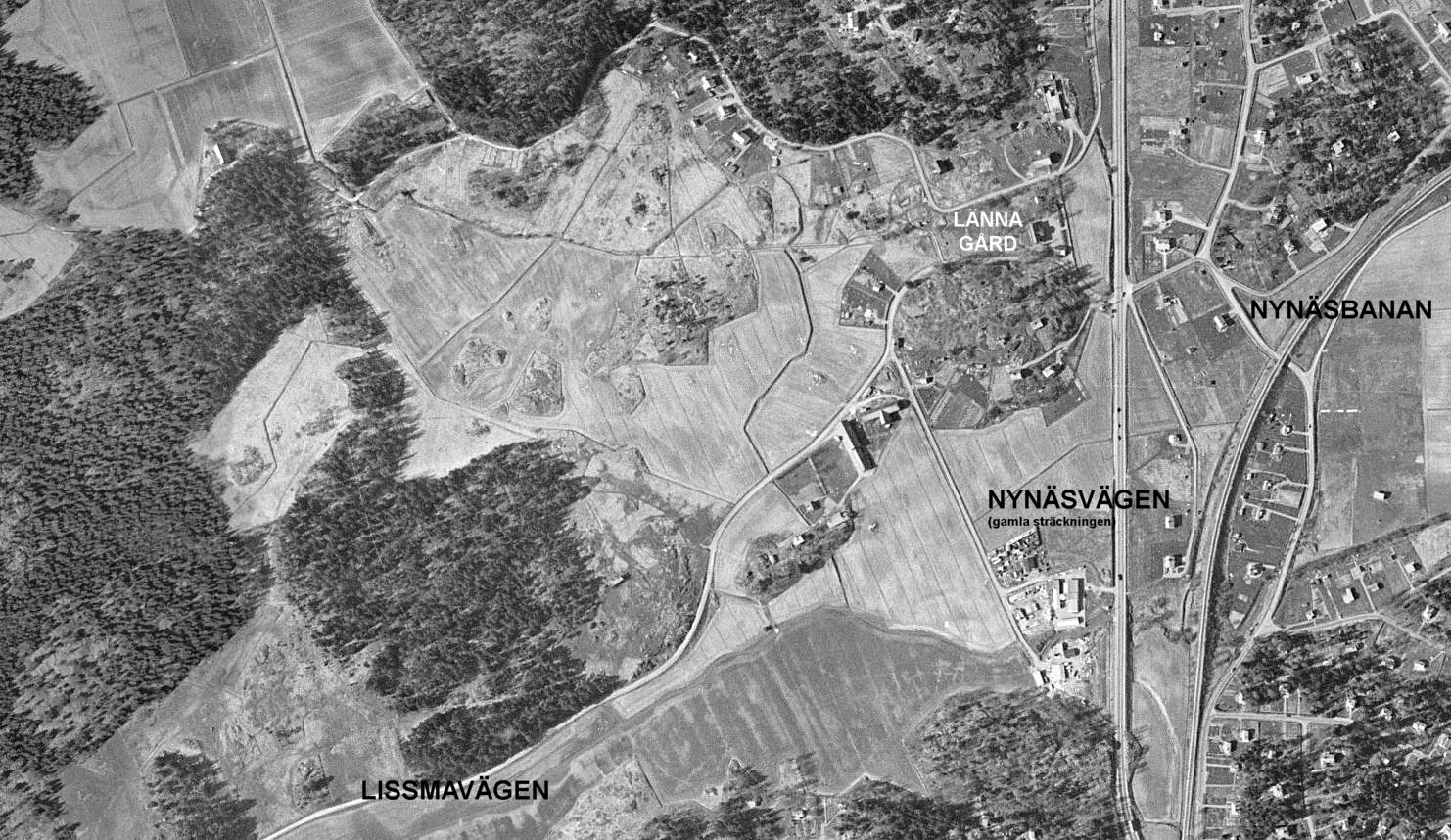
Länna med omgivning 1960-tal.

I dokument från 1409 återfinns stavningen Lænnom, 1460 Lænne och 1470 Lænna. Namnet innehåller ett gammalt ord för landningsplats (avlett av land) och avser troligen en forntida angöringsplats för båtar vid Drevvikens strand. Från Drevviken fanns en vikingatida färdled till Östersjön. I området strax söder om nuvarande Länna gård ligger ett gravfält från yngre järnåldern.
Från medeltiden fram till 1664 bestod Länna by av tre gårdar; Östergården, Västergården och Mellangården, samma år delades en av gårdarna. Några av dem ägdes av släkterna de la Gardie och Rosenhane. Fram till 1800-talets mitt fanns Östergården, Västergården, Lillgården och Mellangården. Den senare bedrev från 1630-talet en krog, som på 1700-talet blev Länna gästgivaregård, vilket beskrevs vara det enda mellan Stockholm och Dalehamn (Dalarö). Här gick även Dalarövägen förbi, en av Stockholms viktiga färdvägar söderut. Gamla Dalarövägen i Länna följer den gamla sträckningen.
Länna by undergick storskifte 1812 och laga skifte 1845. Samma år bildade den franskättade gulddragaren G. Giron av Östergården, Lillgården och Länna gästgivaregård - Länna gård. Av Länna gård återstår idag endast Östergårdens mangårdsbyggnad, samt gästgivaregården som nu är en privat villa.
Genom utbyggnaden av Nynäsbanan fick området ett högre attraktionsvärde och 1937 avstyckades mark, avsedd för sommarstuge- och permanentbebyggelse. Efter mindre än tio år belades området dock med ett byggnadsförbud. Under början av 1900-talet kunde man vid Drevvikens station i Länna byta från tåg till ångbåt, för vidare färd över sjön Drevviken till Norrby, Dalen och Vendelsö. År 1973 nedlades Drevvikens station.

## Bebyggelse och verksamhet
Bebyggelsen består huvudsakligen av villor och fritidshus. I västra delen av Länna ligger Länna industriområde som började anläggas 1965. Industriområdet är ännu inte fullt utnyttjat. Öster och väster om Nynäsvägen vid trafikplats Länna finns Länna Market med ett tjugotal butiker som främst betjänar bilburna kunder. Väster om Länna industriområde ansluter Lännaskogens naturreservat med en yta av 495 hektar. Vid Drevviken finns Lännabadet. I Österhagen vid Drevvikens västra strand planeras för närvarande (2012[uppföljning saknas]) ett bostadsområde om cirka åttio villor/lägenheter.
Den 26 november 2007 gav Kommunstyrelsen i Huddinge kommun samhällsbyggnadsnämnden i uppdrag att detaljplanelägga området Västra Länna 1. Den nya detaljplanen syftar till att ange byggrätter för villabebyggelse dels inom befintliga fastigheter, dels på idag obebyggd mark i anslutning till Björnvägen och Mellanmossevägen, samt längs nya vägsträckningar. Den nya planen medger också ett nytt grupphusområde som omfattar ett femtiotal nya hus i det östra planområdet. Planen antogs i april 2012 och vann laga kraft 6 juli 2012.

## Bilder

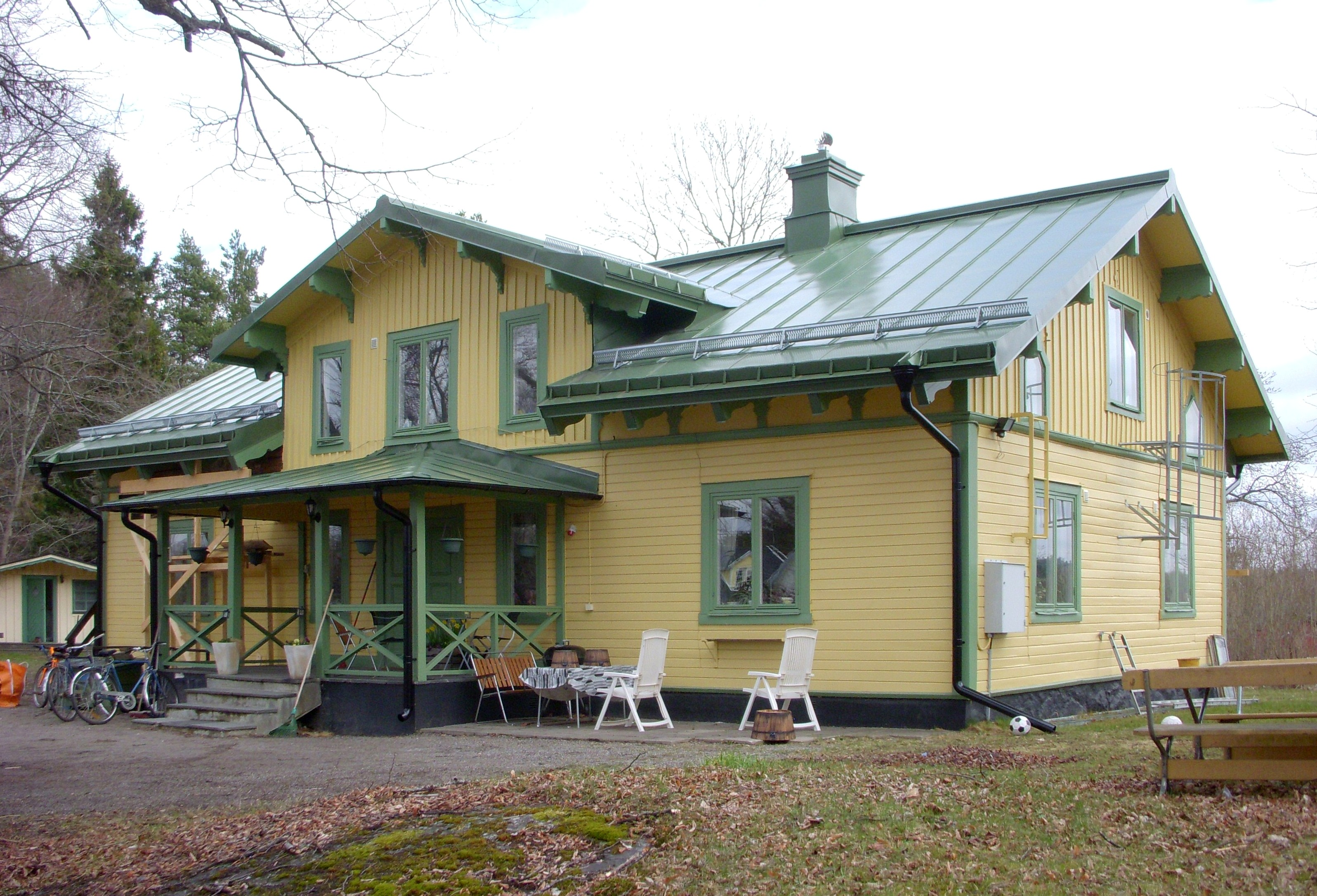
Länna gästgivaregård, april 2012.
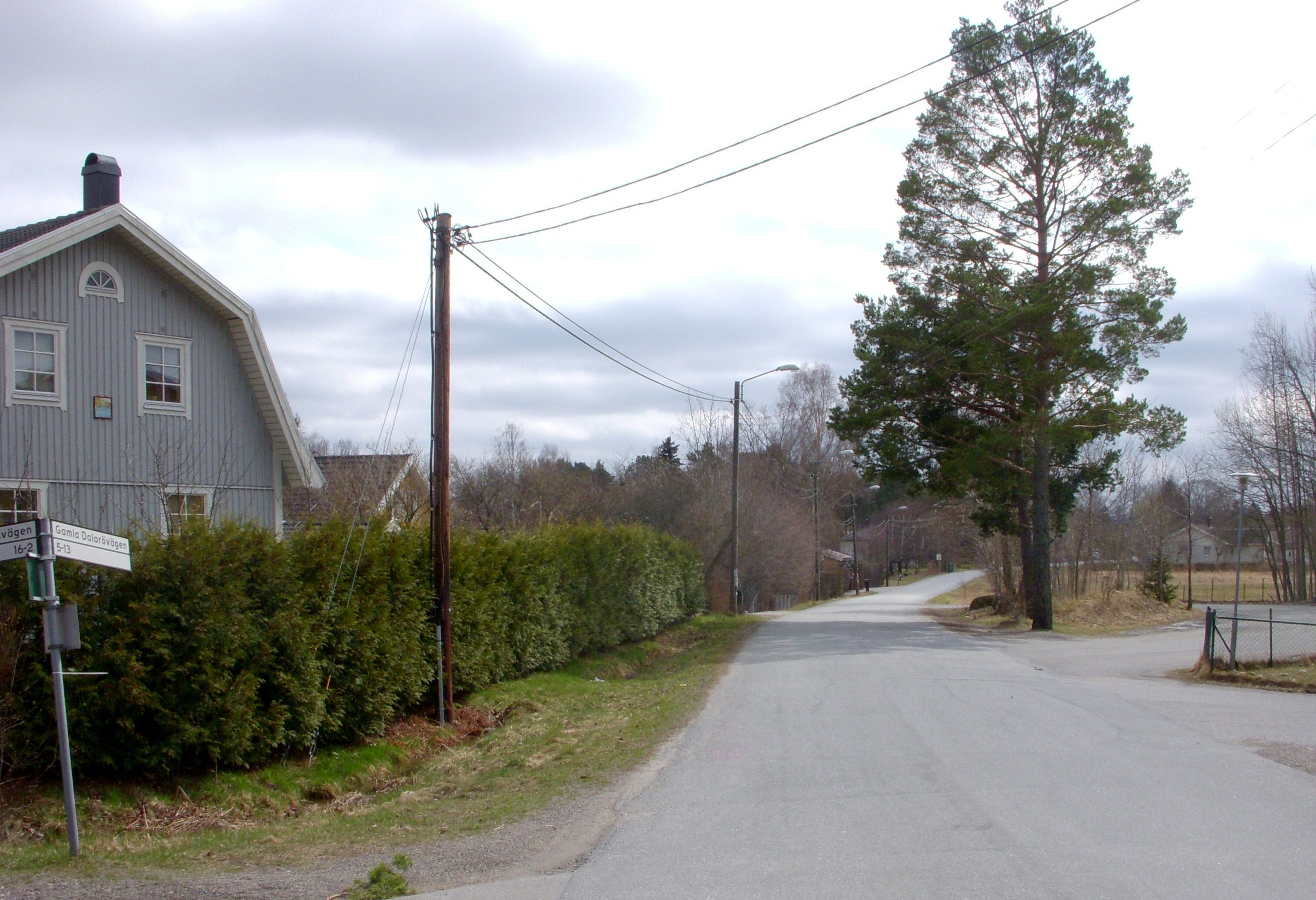
Gamla Dalarövägen söderut, april 2012.
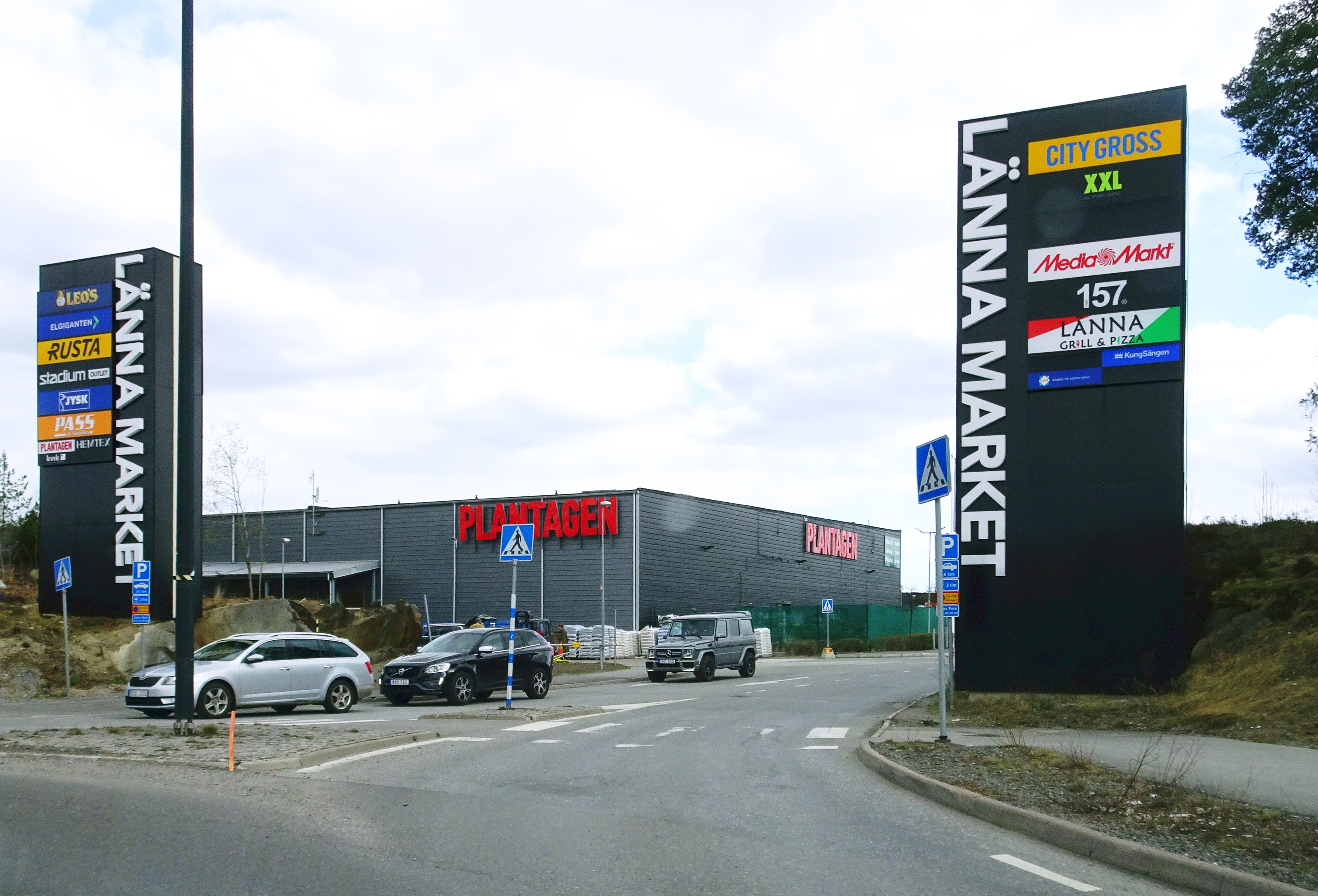
Infart till "Länna Market", april 2021.
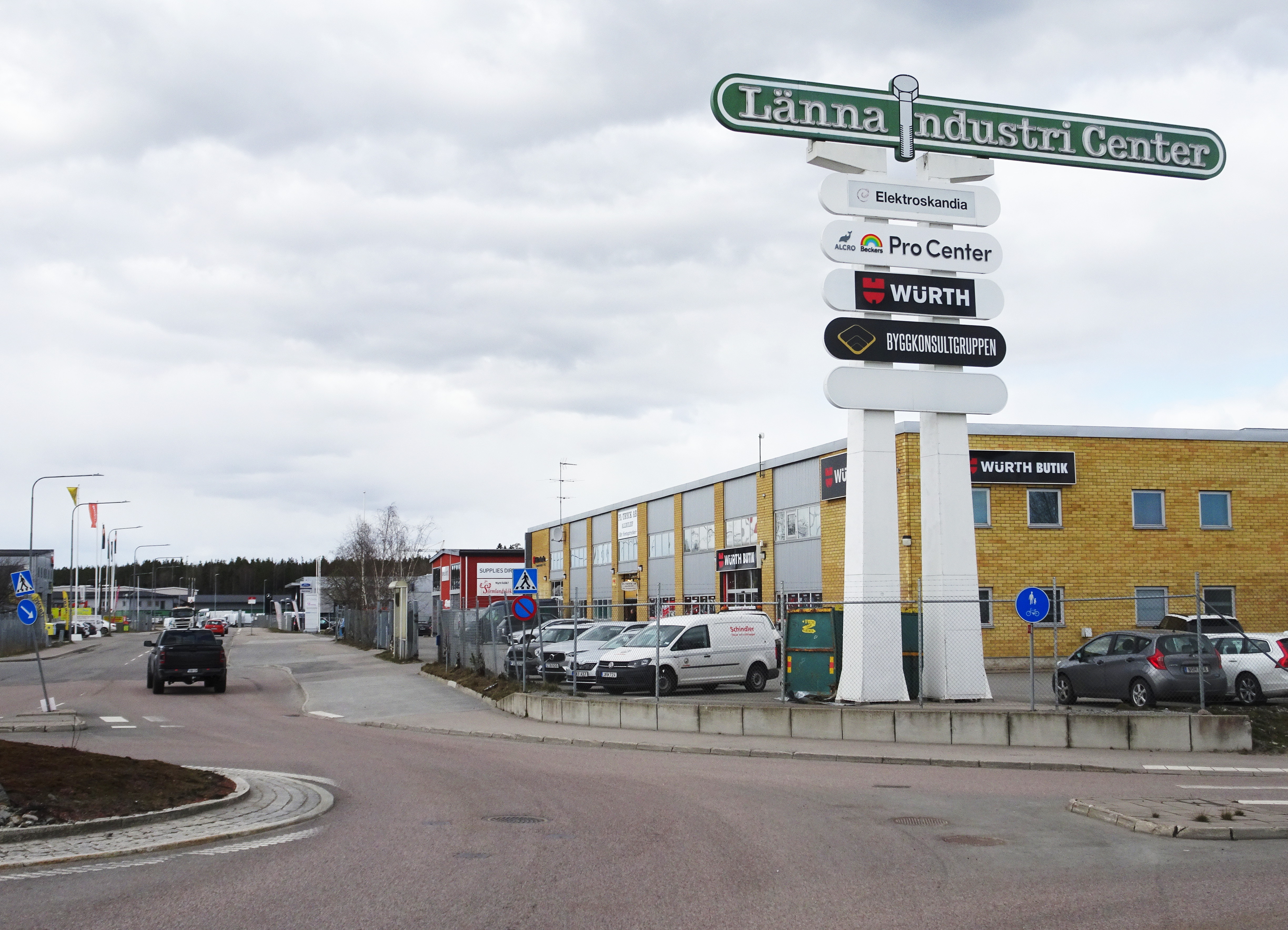
Infart till "Länna Industriområde", april 2021.